# Stewie (kocour)
Stewie, celým jménem Mymains Stewart Gilligan († 2013), byl kocour (mainská mývalí kočka) žijící v USA zapsaný od roku 2010 do Guinnessovy knihy rekordů s délkou 123 cm jako nejdelší kočka na světě. Patřil Robin Hendricksonové a zemřel na rakovinu.